# Гетік (село)
Гетік (вірм. Գետիկ) — село в марзі Гегаркунік, на сході Вірменії. Село розташоване на річці Гетік, за 10 км на північний захід від міста Чамбарак, між селами Мартуні та Ттуджур. В селі розташована фортеця залізної доби.